# IIHF Federation Cup
Federation Cup je bilo međunarodno klupsko natjecanje u hokeju na ledu igrano 1994. i 1995. Natjecanje je organizirala Međunarodna federacija hokeja na ledu (IIHF). U njemu su nastupali klubovi uglavnom iz istočnoeuropskih država koji se nisu uspjeli plasirati u Europski kup. Osnutkom Europske lige ovo je natjecanje zamijenjeno IIHF Continental Cupom.

## Pobjednici i finalisti
| sezona | pobjednik           | finalist               |
| ------ | ------------------- | ---------------------- |
| 1994.  | Salavat Julajev Ufa | Pardubice              |
| 1995.  | AS Varese Hockey    | Metallurg Magnitogorsk |

## Poveznice
- passionhockey.com
- IIHF Continental Cup
- Kup Europe u hokeju na ledu
- Liga prvaka
- Super Six
- European Trophy
- Spenglerov kup
- IIHF Superkup